# Route nationale 66 (Estonie)
Pour les articles homonymes, voir Route nationale 66.
La route nationale 66 (Tugimaantee 66) est une route nationale estonienne reliant Võru à Verijärve. Elle mesure 6,5 km.

## Tracé
- Comté de Võru
  - Võru
  - Meegomäe (et)
  - Kose (en)
  - Verijärve